# 兼六山鉄太郎
兼六山 鉄太郎（けんろくざん てつたろう、1899年2月20日  - 1967年1月4日）は、石川県金沢市出身で浦風部屋、立浪部屋に所属した大相撲力士。本名は久田 末吉（ひさだ すえきち）。身長183cm、体重98kg。最高位は西前頭13枚目（1926年5月場所）。

## 人物
183cmの長身を生かした上突っ張り、左四つに組んでの吊りを得意とした。入幕前に病気にかかったため大成を阻まれた。

## 略歴
- 1917年5月 浦風部屋（師匠:元関脇浦ノ濱栄治郎）から初土俵を踏む。四股名は出身地の名所「兼六園」から付けられた[2]。
- 1921年1月 新十両。
- 1926年5月 新入幕[2]。ただし、この場所全休して十両に陥落、結局幕内では1日も出場しなかった。
- 1927年10月 引退[2]。引退後は茨城県水戸市（旧奈良屋町）で余生を送る。

## 主な成績
- 生涯戦績:少なくとも42勝38敗11休1分3預が確認できる。（番付在位場所数22場所）
- 幕内戦績:0勝0敗11休（1場所）
- 十両戦績:33勝32敗1分2預（12場所）

### 場所別成績
| 1917年 （大正6年） | （前相撲）          | x               | （前相撲）                | x                        |
| 1918年 （大正7年） | 西序ノ口32枚目 –    | x               | 東序二段45枚目 –          | x                        |
| 1919年 （大正8年） | 西三段目48枚目 –    | x               | 西三段目23枚目 –          | x                        |
| 1920年 （大正9年） | 東幕下35枚目 –      | x               | 東幕下20枚目 優勝 4–0 1預 | x                        |
| 1921年 （大正10年） | 東十両12枚目 3–2    | x               | 東十両6枚目 1–4           | x                        |
| 1922年 （大正11年） | 東十両15枚目 1–3–1  | x               | 西幕下7枚目 3–2           | x                        |
| 1923年 （大正12年） | 東幕下16枚目 –      | x               | 東十両14枚目 4–2          | x                        |
| 1924年 （大正13年） | 西十両4枚目 3–3 1分 | x               | 西十両6枚目 優勝 5–0 1預  | x                        |
| 1925年 （大正14年） | 西十両筆頭 3–4      | x               | 西十両6枚目 5–0 1預       | x                        |
| 1926年 （大正15年） | 東十両筆頭 7–3      | x               | 西前頭13枚目 0–0–11       | x                        |
| 1927年 （昭和2年） | 西十両4枚目 0–3     | 西十両4枚目 2–7 | 東幕下筆頭 2–4            | 西十両12枚目 引退 0–0–11 |
| 各欄の数字は、「勝ち-負け-休場」を示す。 優勝 引退 休場 十両 幕下 三賞：敢=敢闘賞、殊=殊勲賞、技=技能賞 その他：★=金星 番付階級：幕内 - 十両 - 幕下 - 三段目 - 序二段 - 序ノ口 幕内序列：横綱 - 大関 - 関脇 - 小結 - 前頭（「#数字」は各位内の序列） |                     |                 |                           |                          |

- 幕下以下の地位は小島貞二コレクションの番付実物画像による。

## 各段優勝
- 十両優勝:1回（1915年5月場所）
- 幕下優勝:1回（1920年5月場所）

## 四股名変遷
- 兼六山 鉄四郎（けんろくざん てつしろう）1918年1月場所
- 兼六山 鉄太郎（- てつたろう）1918年5月場所 - 1920年1月場所
- 兼六山 鉄五郎（- てつごろう）1920年5月場所 - 1922年1月場所
- 磐若 鉄太郎（はんにゃ てつたろう）1922年5月場所
- 兼六山 鉄太郎（けんろくざん てつたろう）1923年1月場所 - 1927年10月場所